# Puxe
Puxe är en kommun i departementet Meurthe-et-Moselle i regionen Grand Est (tidigare regionen Lorraine) i nordöstra Frankrike. Kommunen ligger i kantonen Conflans-en-Jarnisy som tillhör arrondissementet Briey. År 2022 hade Puxe 112 invånare.

## Befolkningsutveckling
Antalet invånare i kommunen Puxe
| Referens: INSEE |